# Weissia edentula
Weissia edentula är en bladmossart som beskrevs av Mitten 1859. Weissia edentula ingår i släktet krusmossor, och familjen Pottiaceae. Inga underarter finns listade i Catalogue of Life.